# Iñigo Manglano-Ovalle
Iñigo Manglano-Ovalle (né en 1961 à Madrid) est un artiste conceptuel américain connu pour ses sculptures, vidéos et installations multidisciplinaires ainsi que ses projets communautaires urbains des années 1990.
Son travail explore souvent une relation dialectique impliquant l’esthétique minimaliste, les ambitions utopiques du modernisme et la science, ainsi que les conséquences sociales, géopolitiques et écologiques de ces idéologies, souvent négatives. Il est professeur à l’Université Northwestern depuis 2012 et vit et travaille à Chicago.